# Nikolas Brino
Nikolas Brino est un acteur américain né le 21 septembre 1998 à Woodland Hills en Californie.

## Biographie
Il a deux frères et une sœur qui sont aussi ses quadruplés, Myrinda, Lorenzo, Zachary. Leur ordre de naissance est : Myrinda, Nikolas, Lorenzo et Zachary. Actuellement, ils vivent à Lancaster (Californie). Ils ont fait leur première apparition dans la saison 3 de Sept à la maison, où ils jouaient tous les quatre les rôles de Sam et David.
Nikolas et Lorenzo Brino ont tous les deux joué dans Sept à la maison  alors qu'ils étaient petits en tant que jumeaux.